# Prosolpuga schultzei
Genre
Espèce
Synonymes
- Solpuga schultzei Kraepelin, 1908

Prosolpuga schultzei, unique représentant du genre Prosolpuga, est une espèce de solifuges de la famille des Solpugidae.

## Distribution
Cette espèce est endémique de Namibie.

## Description
La femelle décrite par Roewer en 1934 mesure 10,5 mm.

## Publications originales
- Kraepelin, 1908 : Skorpione und Solifugen. Zoologische und anthropologische Ergebnisse e Forschungsreise in Sudafrika. Denkschriften der Medicinisch-naturwissenschaftlichen Gesellschaft zu Jena, vol. 13, p. 247-282 (texte intégral).
- Roewer, 1934 : Solifuga, Palpigrada. Dr. H.G. Bronn's Klassen und Ordnungen des Thier-Reichs, wissenschaftlich dargestellt in Wort und Bild. Akademische Verlagsgesellschaft M. B. H., Leipzig. Fünfter Band: Arthropoda; IV. Abeitlung: Arachnoidea und kleinere ihnen nahegestellte Arthropodengruppen, vol. 4, p. 481-723 (texte intégral).